# Tuscania (Schiff, 1915)
Die Tuscania (I) war ein 1915 in Dienst gestelltes Passagierschiff der britischen Reederei Anchor Line. Ab 1916 diente die Tuscania im Ersten Weltkrieg als Truppentransporter, bis sie am 5. Februar 1918 von einem deutschen U-Boot versenkt wurde.

## Das Schiff
Das 14.348 BRT große Dampfschiff Tuscania wurde im Glasgower Stadtteil Linthouse auf der Werft Alexander Stephen and Sons gebaut. Das Schiff lief am 4. September 1914 mit der Baunummer 459 vom Stapel und wurde im Februar 1915 fertiggestellt. Der Rumpf war 167,4 Meter lang, 20,3 Meter breit und hatte eine Seitenhöhe von 12,7 Metern. An Bord war Platz für 271 Passagiere der Ersten, 246 der Zweiten und 1900 der Dritten Klasse. Der Dampfer war mit einem Schreibsalon, einem Rauchsalon, einer Lounge, einem Fitnessraum und einem Verandacafé ausgestattet.
Die Tuscania wurde für die Route New York–Glasgow gebaut. Ihr Schwesterschiff war die Transylvania, die kurz nach ihr fertiggestellt wurde, aber wegen des Kriegsausbruchs nur kurz als Passagierschiff zum Einsatz kam. Sie und die Transylvania waren die größten Schiffe ihrer Reederei. Am 6. Februar 1915 lief die Tuscania mit 393 Passagieren zu ihrer Jungfernfahrt nach New York aus, wo sie am 16. Februar eintraf. Am 20. Februar 1915 legte sie zur Rückkehr nach Glasgow ab. Die Tuscania sorgte international für Schlagzeilen, nachdem sie am 20. September 1915 unter dem Kommando von Kapitän Peter McLean Passagiere und Besatzungsmitglieder des griechischen Ozeandampfers Athinai aufgenommen hatte, der am 19. September mitten auf dem Ozean in Flammen aufgegangen war.
Im September 1916 wurde die Tuscania von der britischen Admiralität übernommen und als Truppentransporter eingesetzt, um kanadische Truppen vom Halifax nach Liverpool zu bringen. Im August 1917 brachte sie 1236 Männer des 16. US Engineer Regiment von New York nach Liverpool. Am 24. Januar 1918 legte sie mit 384 Besatzungsmitgliedern und 2013 US-amerikanischen Soldaten in Hoboken (US-Bundesstaat New Jersey) nach Le Havre ab und stieß ab Halifax zum Konvoi HX-20.

## Versenkung
Am Dienstag, dem 5. Februar 1918 wurde sie auf einer Fahrt von New York nach Liverpool sieben Seemeilen nördlich der Insel Rathlin an der Küste Nordirlands auf der Position 55° 37′ N, 6° 26′ W von UB 77, einem deutschen U-Boot des Typs UB III unter dem Kommando von Kapitänleutnant Wilhelm Meyer angegriffen. An Bord waren 2.235 Menschen, darunter 113 Offiziere, 1.917 Angehörige der United States Army sowie Besatzungsmitglieder, Fracht, Post und Passagiere. Das Kommando hatte wieder Kapitän Peter McLean.
Um 17.40 Uhr schoss UB 77 zwei Torpedos ab, von denen einer sein Ziel verfehlte, aber der andere in Kesselraum Nr. 1 einschlug. Gegen 19.00 Uhr waren alle Rettungsboote im Wasser, aber ein Großteil der Soldaten war noch an Bord des Schiffs. Die Tuscania entwickelte eine starke Schlagseite nach Steuerbord und sank um etwa 22.00 Uhr. 166 Menschen verloren durch die Versenkung ihr Leben. Die Überlebenden wurden in Buncrana und Larne an Land gebracht.
Die Tuscania war das größte von UB 77 versenkte Schiff. UB 77 griff zwar am 31. März 1918 elf Seemeilen südlich der Isle of Man die 20.904 BRT große Celtic der White Star Line an, das Schiff sank jedoch nicht. Die Celtic wurde nach Liverpool geschleppt und repariert. Die Tuscania war das erste im Ersten Weltkrieg durch ein deutsches U-Boot versenkte Schiff, das US-amerikanische Truppen an Bord gehabt hatte. Die Versenkung sorgte für Schlagzeilen und Kontroversen in den Vereinigten Staaten.